# Lista de episódios de Hart of Dixie
Esta é a lista de episódios de Hart of Dixie, uma série televisiva de comédia dramática, exibida nos EUA pela CW. A série é estrelada por Rachel Bilson como Zoe Hart, uma médica que quer se tornar uma cirurgiã, assim como seu pai. Após quatro anos de residência no Hospital de Nova York, Zoe não consegue uma bolsa de estudos e acaba tendo que aceitar uma oferta de emprego em uma pequena cliníca no sul do país. 

## Resumo
| Temporada | Temporada | Episódios | Exibição original      | Exibição original   |
| Temporada | Temporada | Episódios | Estreia de temporada   | Final de temporada  |
| --------- | --------- | --------- | ---------------------- | ------------------- |
|           | 1         | 22        | 26 de setembro de 2011 | 14 de maio de 2012  |
|           | 2         | 22        | 2 de outubro de 2012   | 7 de maio de 2013   |
|           | 3         | 22        | 7 de outubro de 2013   | 16 de maio de 2014  |
|           | 4         | 10        | 15 de dezembro de 2014 | 27 de março de 2015 |

## Lista de Episódios

### 1ª Temporada (2011-2012)
| ASA | 1.88 |
| ASA | 1.75 |
| ASA | 1.57 |
| ASA | 1.65 |
| ASA | 2.01 |
| ASA | 1.45 |
| ASA | 1.62 |
| ASA | 1.77 |
| ASA | 1.90 |
| ASA | 1.81 |
| ASA | 1.23 |
| ASA | 1.54 |
| ASA | 1.52 |
| ASA | 1.64 |
| ASA | 1.57 |
| ASA | 1.41 |
| ASA | 1.20 |
| ASA | 1.37 |
| ASA | 1.28 |
| ASA | 1,39 |
| ASA | 1,37 |
| ASA | 1,60 |

### 2ª Temporada (2012-2013)
| ASA | 1.53 |
| ASA | 1.19 |
| ASA | 1.40 |
| ASA | 1.32 |
| ASA | 1.41 |
| ASA | 1.62 |
| ASA | 1.23 |
| ASA | 1.39 |
| ASA | 1.60 |
| ASA | 1.41 |
| ASA | 1.37 |
| ASA | 1.45 |
| ASA | 1.32 |
| ASA | 1.44 |
| ASA | 1.37 |
| ASA | 1.38 |
| ASA | 1.50 |
| ASA | 1.20 |
| ASA | 1.30 |
| ASA | 1.10 |
| ASA | 1.20 |
| ASA | 1.19 |

### 3ª Temporada (2013-2014)
| ASA | 1.03 |
| ASA | 1.06 |
| ASA | 1.05 |
| ASA | 1.05 |
| ASA | 1.00 |
| ASA | 1.11 |
| ASA | 1.03 |
| ASA | 1.01 |
| ASA | 1.19 |
| ASA | 1.00 |
| ASA | 1.16 |
| ASA | 1.21 |
| ASA | 1.03 |
| ASA | 1.03 |
| ASA | 0.94 |
| ASA | 0.73 |
| ASA | 0.81 |
| ASA | 0.80 |
| ASA | 0.75 |
| ASA | 0.66 |
| ASA | 0.76 |
| ASA | 0.88 |

### 4ª Temporada (2014-2015)
| ASA | 1.22 |
| ASA | 1.14 |
| ASA | 1.22 |
| ASA | 1.02 |
| ASA | 1.24 |
| ASA | 1.21 |
| ASA | 1.19 |
| ASA | 1.11 |
| ASA | 1.08 |
| ASA | 1.33 |